# آتشفشان آلو
آتشفشان آلو (به لاتین: Alu) یک کوه در اتیوپی است که در منطقه اداری ۲ (عفر) واقع شده‌است. آتشفشان آلو ۴۲۹ متر بالاتر از سطح دریا واقع شده‌است.